# Phobetes abbreviator
Phobetes abbreviator är en stekelart som först beskrevs av Aubert 1963.  Phobetes abbreviator ingår i släktet Phobetes och familjen brokparasitsteklar. Utöver nominatformen finns också underarten P. a. styriator.